# Ève (Rodin)
Pour les articles homonymes, voir Ève (homonymie).

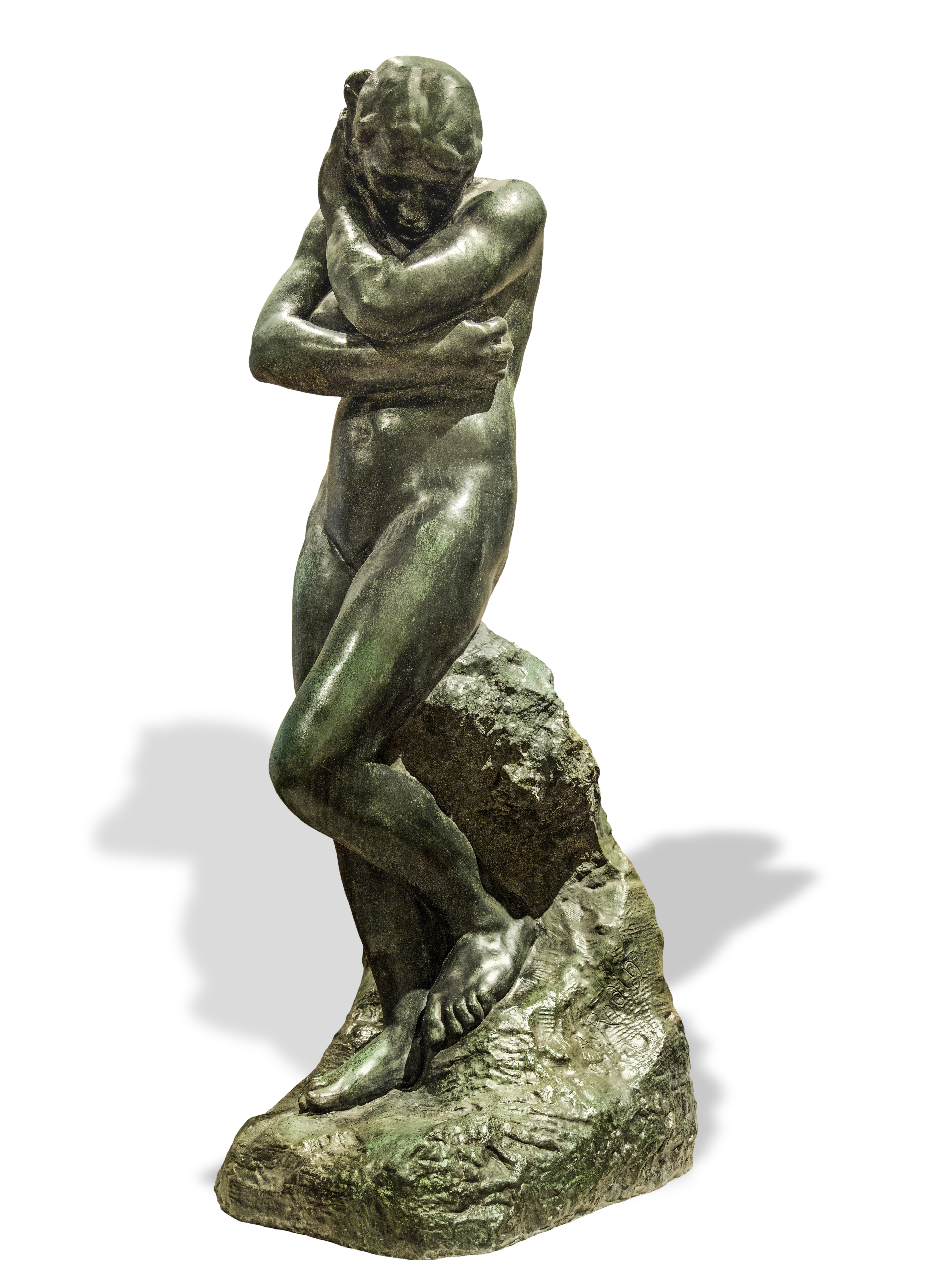
L'image représente une sculpture d'Eve en bronze dans une position pudique et honteuse. Sa tête et ses épaules sont baissées. Elle couvre de son bras droit sa poitrine et se protège le visage de sa main gauche.

Ève est une sculpture d'Auguste Rodin modelée durant l'année 1881. L’Ève de Rodin s’inscrit dans une tradition de représentation de la première femme, nue et honteuse de l’être après avoir goûté au fruit de l’arbre de la connaissance. Ce sujet religieux connut un grand succès à cette époque : on assiste à un engouement pour les figures antiques et religieuses.

## Description de l'œuvre et son originalité

### Genèse de l'œuvre
Ève est la plus grande figure féminine conçue par Rodin. Elle est créée comme un pendant à son Adam, exposée au Salon de 1881. Ces deux statues sont une commande de l’État comme complément à La Porte de l'Enfer, qui représente un panthéon de damnés. En octobre 1881, Rodin a l’idée d’un grand bas-relief avec de la ronde-bosse, flanqué des statues d’Adam et Ève. Commencée dès 1881, un an après la commande de la Porte de l’Enfer qu’elle devait flanquer en pendant à la figure d’Adam, Ève ne fut finalement achevée et montrée pour la première fois qu’en 1899, lors du Salon de la Société nationale des Beaux-Arts (cat. 119, bronze). C’est une Ève enceinte que Rodin réalisa sans le savoir au début, mais il le comprit rapidement, le ventre du modèle Maria Abruzezzi se modifiant à chaque nouvelle séance de pose. D'ailleurs, ce modèle italien a également posé pour lui plus tard pour Cybèle, ou Étude de femme assise.  

« Je n’avais certainement pas pensé que pour traduire Ève, il fallût prendre comme modèle une femme enceinte ; un hasard heureux pour moi, me l’a donnée, et il a singulièrement aidé au caractère de la figure. Mais bientôt, devenant plus sensible, mon modèle trouva qu’il faisait trop froid dans l’atelier ; elle espaça les séances, puis ne revint plus. C’est pour cela que mon Ève n’est pas finie. »

Cette figure d’Ève sera par ailleurs exécutée par l’artiste en marbre (1884, musée Soumaya, Mexique) et en plâtre patiné . Ainsi, cette figure est reprise plusieurs fois par Rodin, qui sculpte en marbre Eve et le serpent (1901) et Adam et Ève(1884) en plâtre. Ayant abandonné la grande Ève, Rodin acheva néanmoins dans les mois qui suivirent une petite version (d'une hauteur de 71 cm) qui connut un grand succès. Il s’agit de la Petite Ève en bronze (1883), actuellement conservée dans le Musée Rodin de Paris. Les détails y sont particulièrement travaillés afin d’accentuer la sensualité de cette figure. En revanche, la grande Ève n’a aucune intention de montrer la sensualité de l’Ève fleurie du Paradis, mais plutôt de montrer l’Ève condamnée à la vie terrestre. Rodin lui-même a manifesté sa préférence pour la grande Ève en bronze. En effet ses conceptions esthétiques évoluèrent si bien qu'à la fin des années 1890, il considéra son Ève comme achevée dans cet état, avec son épiderme rugueux et bosselé. Par la négligence de détails, la grande Ève en bronze rend manifeste le ressenti intérieur de la première femme qui vient de pécher.  
« Quant à polir et repolir des doigts de pied ou des boucles de cheveux, cela n’a aucun intérêt à mes yeux ; cela compromet l’idée centrale, la grande ligne, l’âme de ce que j’ai voulu » 
Avec son Ève nue, Rodin se confronte au motif de base de l'enseignement académique depuis la Renaissance et s'échappe des canons esthétiques grecques en dévoilant un corps imparfait qui selon lui montre une vérité plus profonde.

### Langage corporel: une attitude humaine
Cette sculpture se distingue tout d’abord par son unité parfaite, ce qui prédomine est la crainte et le remords. Ève jette brusquement ses deux bras devant ses yeux pour ne plus voir, ses bras repliés écrasent ses seins, un frisson d’horreur la parcourt tout entière dans cette sculpture qui manque d’éclat et de douceur. Le spectateur dirait que son dos gonflé renvoie au poids de la honte et qu’elle pleure. En outre, ce qui distingue cette image d’Ève des autres est la représentation d’une femme touchée par l’âge. Par ses seins, on a l’impression qu’elle a été mère. En effet, Ève a enfanté une humanité portant le péché originel dans son essence. Elle pleure son propre avenir et au même temps l’avenir de sa descendance.  
Dans son livre consacré à l’œuvre de Rodin, le poète autrichien Rainer Maria Rilke s’exprime à ce sujet : « Et c'est comme si la pesanteur de cet avenir agissait sur les sens de la femme et la tirait en bas, hors de la vie distraite, dans l'esclavage profond et humble de la maternité ». 
Également, la figure d’Ève transmet un certain sentiment d'autosuffisance. Rodin nous la montre toute seule dans sa souffrance sans Adam, elle n’a plus que ses pieds pour assurer sa stabilité. Cependant, par sa position inclinée, le spectateur peut penser qu’elle est sur le point de tomber. Elle peut être considérée comme l’archétype de la femme déchue et responsable des péchés de l’humanité. Toutefois, rien ne suggère qu’elle soit quelqu’un de malfaisante. En effet, cette œuvre manifeste une certaine vénération à la femme au sens où Rodin montre une femme victime qui cache son visage mais à la fois une femme consciente de sa faute qui s’enveloppe en elle-même sans aucun secours étranger.  
Rilke cite une phrase dite par Rodin à son premier biographe : « Vénus et Ève sont des termes bien faibles pour exprimer la beauté de la femme ». Vénus est la déesse de l’amour, la beauté et la fécondité. Ève est au premier abord l’image de l’erreur et de la désobéissance. Les deux représentent la partie divine et la partie la plus humaine de la femme. Pour Rodin l’essence de la femme va au-delà de la faute d’Ève, car sa beauté et sa distinction se traduit par le fait d’embrasser et surmonter ses fautes, sa liberté. En somme, Rodin suggère avant tout l’humanité d’Ève : la plasticité de son essence. Autrement dit, Ève se laisse porter par ses passions mais elle a également la capacité rationnelle de voir ses fautes et de se repentir. D'ailleurs, lors de son exhibition, Rodin place son Ève au milieu du Salon et pas sur un piédestal pour donner l'impression qu'elle appartient à la foule des visiteurs. 

## Interprétation philosophique
Rodin montre l'Ève punie du récit de la Bible qui, après avoir cédé à la tentation du serpent, ressent de la honte et de l'angoisse lorsqu'elle s'aperçoit qu'elle est nue. En réalité, cette sculpture est une œuvre inachevée : étant enceinte, le modèle d'Ève n'a plus pu poser pour Rodin. Pourtant, Ève fut l'occasion pour l'artiste de montrer la richesse symbolique de l'esquisse et le charme de l'absence de détails. En outre, il représente à travers cette sculpture la toute première désobéissance humaine contre la parole de Dieu décrite dans le Livre de la Genèse. Par son symbolisme, l’anxiété d’Ève rend compte de la puissance de la justice divine, qui est un rappel de la justice naturelle. 
Si la parole divine est la traduction de la loi naturelle, pourquoi Ève, adhérente à cette loi, prend le fruit de l’arbre de la connaissance ? Ce problème réside dans le mystère de la nature plastique de l’homme, qui a occupé la philosophie depuis l'Antiquité. Plusieurs réponses ont été proposées en fonction des visions et des croyances. Par exemple, cette notion de plasticité de la nature de l'homme est largement développée par des philosophes théologiens tels que Pic de la Mirandole, qui soutient que l’homme est la seule créature de Dieu qui peut modifier ou nier sa propre nature à la fois rationnelle et sensible. Dieu lui donne le choix par la raison entre dégénérer en formes inférieures et bestiales ou régénérer en formes célestes et immortelles. Ève serait donc la créature incapable de régénérer qui pleure sa culpabilité pour avoir condamné sa descendance à être corrompue. 

### Du point de vue de la théologie chrétienne
Au sommet de La Porte de l’Enfer, Rodin avait eu d’abord l’idée de dresser une Ève et un Adam regardant avec effroi les crimes et les hontes de leur descendance. Cette image va en accord avec l’esprit chrétien, étant donné que selon cette croyance tous les maux du monde découlent de la faute commise par le premier couple humain. L'origine du mal est une question religieuse abordée par le catholicisme et la philosophie en général, car comment justifier la présence du mal dans le monde si Dieu est bon ? L'une des réponses les plus commentées est celle de saint Augustin, qui affirme que «Dieu a conféré à sa créature, avec le libre arbitre, la capacité de mal agir, et par-là même, la responsabilité du péché ». Ainsi, la notion de transmission du péché originel peut être vue comme une tentative de rationalisation de l'existence du mal chez des auteurs tels que Paul Ricœur. Selon cette vision, Dieu n'est pas l'auteur du mal, mais il confère à l'homme son essence. Cette essence étant plastique, l'homme souffre la privation de la sainteté.  
«À leur descendance, Adam et Ève ont transmis la nature humaine blessée par leur premier péché, donc privée de la sainteté et de la justice originelles. Cette privation est appelée “péché originel". »
Ève est selon la croyance chrétienne l'ennemie de la justice naturelle. En effet, on voit que dans le Livre de la Genèse Adam confesse à Dieu que c'est Ève qui l'a exhorté à manger le fruit défendu. Elle n'est donc plus celle devant qui il se reconnait comme personne, mais un étranger, un adversaire qui menace son existence. Cette rupture de la relation entre Dieu et l'homme provoquée par Ève rend manifeste la fragilité et la contingence de la nature humaine. La parole divine impose une loi naturelle à laquelle l'homme doit répondre avec ses actions. Cependant, la particularité de la nature de l'homme fait qu'il nie cette loi qui se trouve en lui. Cette négation de la loi naturelle ou privation de la "justice originelle" est le péché originel. Dieu n'est donc pas le responsable du péché et du mal, mais il en est la première victime, puisqu'il subit les conséquences d'un manque de réponse de la part de l'être humain. Dieu est par conséquent la figure de la justice naturelle quand il impose la punition, mais également la victime des conséquences du libre arbitre de sa créature quand Ève goûte au fruit de l'arbre de la connaissance.

### Justice divine et péché originel
L’Ève de Rodin s’inscrit dans le cadre de la notion du péché originel, doctrine théologique chrétienne formalisée et employée pour la première fois par saint Augustin, et présente en creux dans le Livre de la Genèse. La doctrine du péché originel rend compte d’un état dégradé de l’humanité, provoqué par la désobéissance d’Adam et Ève face à une justice divine ayant proscrit au tout premier couple de goûter au fruit défendu de l’arbre de la connaissance du bien et du mal. Le péché originel ne constitue pas seulement la transgression de la loi divine imposée à Adam et Ève, il décrit aussi l’idée d’un héritage qui se transmet de génération en génération d’hommes. La figure féminine incarnée par l’Ève est d’autant plus représentative de cet héritage qu’Auguste Rodin donne à voir l’image d’une femme accablée par la honte d’avoir désobéi au commandement divin.

### Justice naturelle et péché originel
L’idée d’un péché originel décrivant un état dégradé de l’humanité apparaît, pour un auteur comme Pascal, incompatible avec la découverte d’une justice naturelle. Au §294 de ses Pensées, Pascal souligne ainsi « qu’il y a sans doute des lois naturelles ; mais cette belle raison corrompue a tout corrompu ». Pascal ne sous-entend pas avec cette formule qu’il n’existe aucune justice naturelle, simplement, il affirme qu’il est difficile pour l’homme de parvenir à la discerner parmi les lois qui sont déjà en vigueur et qui sont issues d’une justice dite « positive ». Et si des normes naturelles et nécessaires existent sans doute, « la belle raison corrompue » les a probablement altérées au moment de leur application dans les sociétés. Cette imperfection relative à la thèse d’un péché originel ferait obstacle à la découverte d’une justice naturelle.

Cette thèse pascalienne, pour laquelle il est difficile de mettre à jour les raisons d’une justice naturelle, possède deux influences. D'abord, à travers les Essais de Montaigne dans lesquels ce dernier défend une vision relativiste de la politique et de la justice. Chaque société accoutume ainsi ses lois comme elle l’entend et chaque ordre social se réclame d’une justice en soi. Montaigne est conscient du caractère changeant et culturel des lois dans la mesure où son époque est un âge de grandes découvertes. Il oppose à ce relativisme des lois la vérité, censée être la même en tout temps et en tout lieu. Cette notion de vérité ne peut que se rattacher à l'idée d'une justice naturelle par essence invariable, et si les hommes étaient en mesure de la découvrir, ils n'éprouveraient pas le besoin d'établir par convention des lois relatives et adaptées à leurs mœurs : 
« La vérité doit avoir toujours le même visage, universel. Si l’homme rencontrait la droiture et la justice incarnées et avec une existence réelle, il ne les attacherait pas à l’état des coutumes de telle ou telle contrée ; ce ne serait pas de la fantaisie des Perses ou des Indiens que la vertu tirerait sa forme, car il n’est rien qui soit plus sujet à un changement continuel que les lois.» 
Pascal fut ensuite influencé par Saint-Augustin via l'idée d'une humanité imparfaite. En effet, selon Augustin, les hommes sont impuissants à trouver naturellement la justice. Il est nécessaire de recourir à la Révélation divine. La seule source authentique du droit est alors l’Écriture Sainte. Le règne de la nature auquel appartiennent les hommes est fondamentalement corrompu tandis que le règne des grâces nous est inaccessible dans cette vie terrestre. Il convient alors de préparer son Salut en se conformant au maximum aux lois divines révélées. La véritable vertu de justice ne peut donc être atteinte dans le monde terrestre. La justice véritable n’existe donc pas dans la nature et dans la société des hommes car le monde est corrompu du fait du péché originel commis par Adam et Ève.
Cette vision des choses est plutôt désespérante : la vie humaine est futile, les plaisirs de l’existence terrestre et matérielle sont vains, la recherche de la vérité, de la moralité, de la justice sont condamnées à l’échec.

### Une vision de la nature humaine
La doctrine du péché originel tel qu'elle influence l'Ève de Rodin est empreinte d'une certaine vision de la nature humaine.
Cicéron dans un passage de De Republica en III, 42  (choisi et rapporté par le chrétien Lactance) : « Il existe une loi vraie, c’est la droite raison, immuable et éternelle, conforme à la nature, répandue dans tous les êtres, toujours d’accord avec elle-même, non sujette à périr, qui nous appelle impérieusement à remplir notre fonction, nous interdit la fraude et nous en détourne  […] Et l’univers entier est soumis à un seul maître, à un seul roi suprême, au Dieu tout-puissant qui a conçu et médité cette loi. ». 
La volonté divine a placé en chaque homme une droite raison qui lui permet de s’ajuster aux commandements divins concernant ce qu’il doit faire. Selon cette conception, la loi naturelle et la loi divine sont confondues : dans l’ordre des choses terrestres elle est inscrit de manière à la fois transcendante (puisqu’elle dépasse ce monde terrestre) et immanente (puisqu’elle l’ordonne de manière interne). Selon cette conception, la nature de l’homme est certes corrompue, mais contient en elle-même une dynamique vertueuse donnée par Dieu. Se conformer à la loi divine revient alors à agir et à penser de manière rationnelle puisque cette rationalité est un don divin qui nous permet de connaître Sa loi. Dans la chrétienne médiévale, on retrouve cette idée de satisfaction de la fonction humaine dans l’obéissance à la loi divine. Se réaliser en tant qu’être humain revient à obéir à sa nature fondamentale dans laquelle le divin a insufflé certains principes vertueux et sacrés. 

### Un procès
L'Eve de Rodin peut être vue comme la figure de l’Eve de la genèse qui vient de faire l’objet d’un procès. En effet, certains auteurs médiévaux et juristes virent dans l’épisode du péché originel le récit d’un procès et plus précisément de la première action de droit de l’histoire. Dans cette interprétation le droit puiserait son origine dans le paradis puisqu’il y aurait eu à la fois une accusation et une action que l’accusé entamerai contre l’accusateur. Dieu accuse Eve et Adam, tandis qu’Adam pris sur le fait accuse Dieu et Eve.  En tant que le procès a toujours existé, puisqu’il est originel, il ferait de la procédure un élément de droit naturel. 
La condition de possibilité de cette procédure est la loi. Il faut en effet qu’il y ait une loi pour qu’Adam et Eve fasse l’objet d’un procès. C’est-à-dire que la loi est la condition première de la chute d’Eve et d’Adam. Cependant du point de vue de cette loi, l’acte commis par Adam et Eve, c’est-à-dire l’appropriation indue d’un fruit, appelle un acte d’administration ordinaire et ne constitue pas une césure anthropologique forte entre l’avant et l’après du péché mais seulement une action de droit qui suit une procédure définie. En effet, du point de vue du droit les deux états anthropologiques sont simplement distingués par l’application de la loi à l’acte commis. 
L’Eve de Rodin en tant qu’elle semble être en proie à un sentiment de culpabilité et de honte pourrait alors bien être cette Eve qui à l’issue d’un procès est reconnue coupable par le juge qu’est Dieu. 

## Galerie d'images

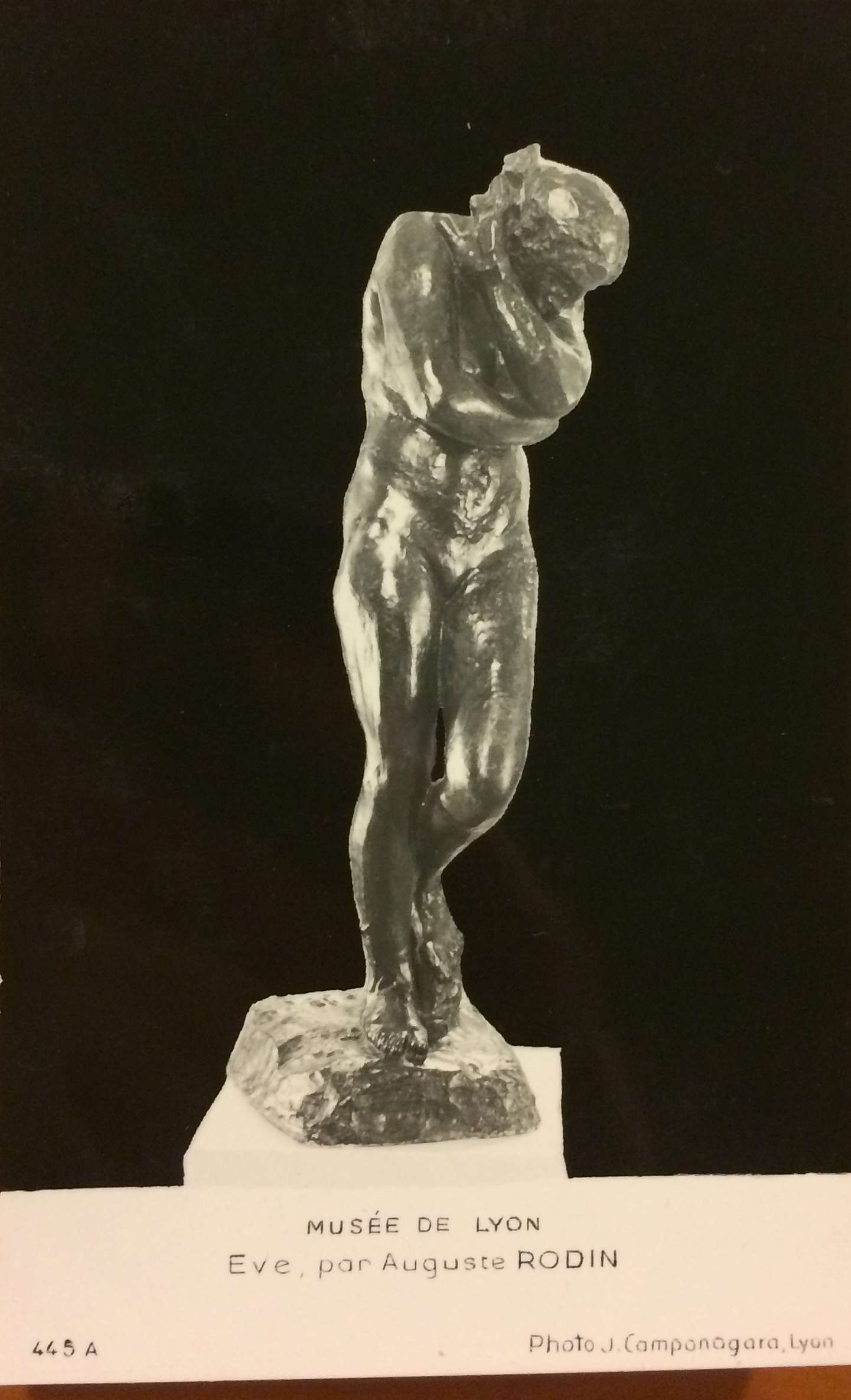
Ève au Musée des Beaux-Arts de Lyon
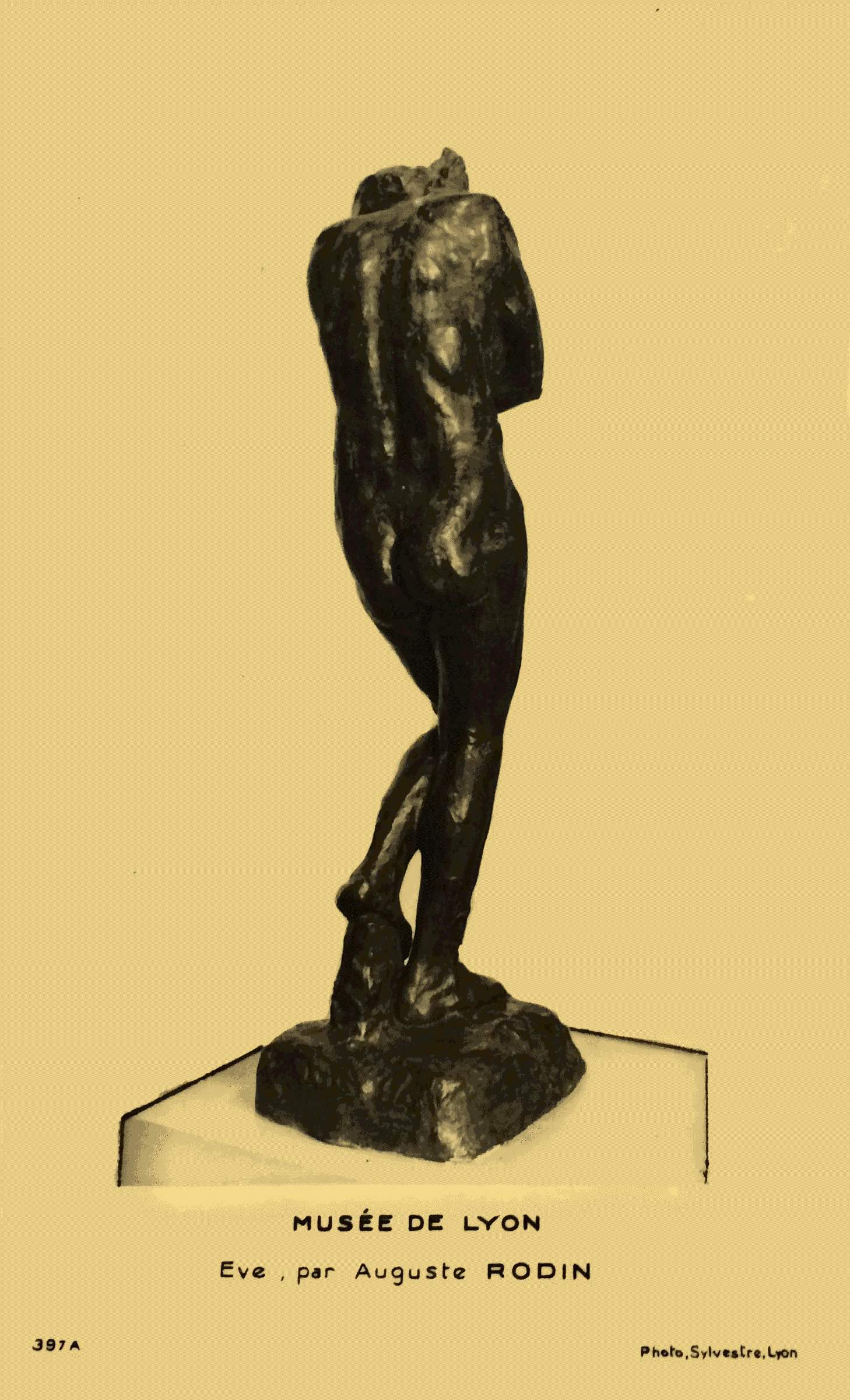
Ève au Musée des Beaux-Arts de Lyon
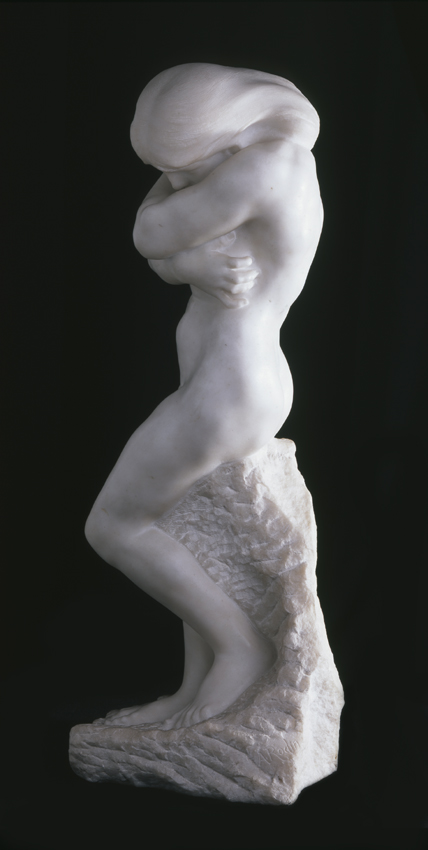
Ève en marbre